# Тарасівка (Золотоніський район)
Тара́сівка — село в Україні, у Золотоніському районі Черкаської області. Входить до складу Чорнобаївської селищної громади. Розташоване за 20 км від центру громади, між селами Богодухівка та Нове Життя.

## Історія
Село утворено в 1921 р. на землях так званих столипінських хуторів, які відносилися до Богодухівського повіту. Землі наділяли молодим сім'ям, вихідцям з Богодухівки. Ділили на кожного члена сім'ї по десятині. Були й такі, що копали землянки і в них жили. Село було розбите на хутори. Лише в 1939 році відбулася перебудова й утворилося село, яке є і нині.
Серед перших жителів села були Зелений К. М., Волошин У. С., Волошин Н. С., Назаренко П. М.
У 1929 р. організовано колгосп «Боротьба». У кінці 1935 колгосп перейменовано на колгосп імені Сталіна, головою якого був Гаркавенко Ф. І.
У 1932—1933 рр. від голоду померло 94 жителі села.
З вересня 1941 р. по вересень 1943 р. село було під окупацією німців.
Школу в селі було збудовано в 1923 р. за кошти самообкладання, а до того діти навчалися у хаті Улити Волошин.
У роки Другої світової війни загинуло 86 жителів села.
У 1958 р. колгосп об'єднався з сусіднім колгоспом «Шлях до комунізму», який у 1959 р. отримав назву «Пам'яті Леніна».
Найбільший внесок у колгоспне виробництво та окультурення села зробив голова колгоспу Матюша П. С., який керував колгоспом в 1985—1994 рр. За цей період у селі проведено водогін, заасфальтовано вулиці, побудовано автобусну зупинку, арку села Тарасівка, встановлено гранітний знак померлим під час голодомору, побудовано магазин.
У 2004 р. силами кооперативу було проведено у село газ.

## Населення

### Мовний склад
Рідна мова населення за даними перепису 2001 року:
| Мова       | Чисельність, осіб | Доля     |
| ---------- | ----------------- | -------- |
| Українська | 529               | 98,33 %  |
| Інше       | 9                 | 1,67 %   |
| Разом      | 538               | 100,00 % |

## Відомі особистості
В поселенні народилась:
- Науменко Віра Орестівна (* 1951) — український педагог.